# Szalay József (szerzetes)
Szalay József, Szalai (Kőszeg, 1704. március 23. – Szatmár, 1760. március 13.) magyar Jézus-társasági áldozópap.

## Élete
1725 márciusában lépett a jezsuita rendbe; tanított hat évig a grammatikai osztályban; azután lelkészkedett, előbb Szebenben és Rozsnyón. Itt 1744-ben feladatköre „exercet parochialia, praeses congregationis Agoniae, historicus domus, operarius germanicus et hungaricus, consultor primus” volt. Ezt követően hittérítőként működött Pornón, végül pedig német hitszónokként tevékenykedett Magyarország több vidékén. Jól ismerte Spangár Andrást, halál utána nekrológot írt róla. 

## Munkája
- Filius prodigus...